# Oreochromis rukwaensis
Espèce
Statut de conservation UICN

 VU  : Vulnérable
Oreochromis rukwaensis est une espèce de poissons d'eau douce de la famille des Cichlidae (ordre des Cichliformes). Il fait partie des nombreuses espèces regroupées sous le nom de Tilapia.

## Répartition
Ce poisson est endémique de Tanzanie où il ne se rencontre que dans le lac Rukwa et la partie amont de la rivière Ruaha.

## Description
Oreochromis rukwaensis peut mesurer jusqu'à 33 cm, queue non comprise.

## Classification
Le nom valide complet (avec auteur) de ce taxon est Oreochromis rukwaensis (Hilgendorf (d) & Pappenheim (d), 1903).
L'espèce a été initialement classée dans le genre Tilapia, et comme sous-espèce de ''Tilapia nilotica, sous le protonyme Tilapia nilotica rukwaensis Hilgendorf & Pappenheim, 1903,.
Oreochromis rukwaensis a pour synonymes :
- Tilapia nilotica rukwaensis Hilgendorf & Pappenheim, 1903
- Sarotherodon rukwaensis (Hilgendorf & Pappenheim, 1903)
- Tilapia rukwaensis Hilgendorf & Pappenheim, 1903

### Étymologie
Son épithète spécifique, composée de rukwa et du suffixe latin -ensis, « qui vit dans, qui habite », lui a été donnée en référence à sa localité type, le lac Rukwa.

### Publication originale
- (de) F. Hilgendorf et P. Pappenheim, « Über die Fischfauna des Rukwa-Sees », Sitzungsberichte der Gesellschaft Naturforschender Freunde zu Berlin, vol. 1903,‎ 1903, p. 259–271 (ISSN 0037-5942, DOI 10.5962/BHL.PART.29868, lire en ligne).